# Hjalmar Grafström (ämbetsman)
Gustaf Hjalmar Grafström, född 30 maj 1865 i Bjuråker, död 18 juni 1944 i Stockholm, var en svensk jurist och ämbetsman. Han var far till Nils och Sven Grafström.
Grafström avlade hovrättsexamen vid Uppsala universitet 1888 och blev vice häradshövding 1891. Han var fattigsakförare i Stockholms norra distrikt 1895–1900. Grafström började som notarie i Överståthållarämbetets kansli i Stockholm 1898, var sekreterare 1916–1932, sekreterare och ombudsman i Allmänna barnhuset från 1902 och tillförordnad underståthållare 1929–1930.